# 卡美拉3 邪神覺醒
《卡美拉3 邪神覺醒》（日語：ガメラ3 邪神覚醒）是1999年由金子修介導演、伊藤和典編劇，樋口真嗣負責特效的日本特攝怪獸電影。 它是卡美拉電影系列的第十一部作品，也是「平成卡美拉系列」的第三部作品。本片由中山忍、前田愛、藤谷文子、山咲千里、手塚通主演，福澤博文飾演卡美拉、大橋明飾演伊利斯。
該電影最初在1999年多倫多國際電影節放映，並在日本獲得每日電影獎的最佳錄音獎。該部電影獲得了普遍的正面評價，其中以電影的特效技術最為受到稱讚，許多人稱讚它是《卡美拉系列電影》中最佳的作品之一。然而，這部電影的悲劇性的情節，尤其是對卡美拉作為對人類的無意威脅的描繪，間接導致該系列的人氣下降，最終導致續集和隨後的項目如「G4」和「G5」 以及2000年代的卡美拉動畫項目取消和商業上的失敗。本片也是大映電影最後一部製作的卡美拉系列電影。

## 概要
本片是由金子修介執導的平成卡美拉系列（即「平成三部曲」）的第三部，以《卡美拉 大怪獸空中決戰》（以下稱為「1」）的四年後，以及《卡美拉2 雷吉翁襲來》（以下稱為「2」）三年後的世界為背景，講述卡美拉面對奈良縣某村莊覺醒的神秘生物伊利斯、全球範圍內大量出現的卡歐斯，以及人類之間的戰鬥。
這部電影挑戰了觀看怪獸電影的人們經常提出的疑問：「即使是正義的怪獸，如果在城市中與邪惡的怪獸進行激烈戰鬥，難道不會使普通市民受害嗎？」「即使擊敗了邪惡的怪獸，為此造成的人類死亡是否可以原諒？」片中引用「我無法原諒卡美拉」這一廣告標語，將最後決戰的場景設在京都車站，這也是怪獸電影史上首次在室內進行戰鬥的場景。
由於影片整體與上述疑問相關，因此比前兩部作品更強調嚴肅的敘事。片中出現了許多對《1》的引用，如卡美拉保護孩子免受卡歐斯的光線攻擊，伊利斯攻擊並村莊半毀滅，長峰真弓和大迫力對村莊進行調查的情節，《2》中幫助卡美拉的自衛隊（人類）因將卡美拉視為比卡歐斯和伊利斯更大的威脅，而採取優先攻擊卡美拉的立場，伊利斯透過勾玉與人類少女交流等。本片也體現了現實中怪獸的善惡，取決於觀眾立場的事實。
由於《1》《2》在時間線上相連，作為三部曲的終結篇，本作中直接提及了《1》和《2》中的事件，這些事件對影片有重大影響，尤其是《1》中的事件深深影響了本作。片頭的工作人員名單使用了許多《1》中的片段。1999年2月在電影上映前，發行了幕後花絮录影带，庵野秀明執導的《GAMERA1999》和《卡美拉巨大生物審議會》。
2021年4月16日，作為卡美拉誕生55週年紀念，限期上映了以4K HDR版本的杜比影院版。

## 劇情概要
1999年，曾經發現捕食人類的殺戮生命體卡歐斯的長峰真弓，如今已成為相關研究的權威者，她在赤道附近的村莊調查被發現的卡歐斯屍體，當他透過嚮導詢問村民是否發現其他卡歐斯時，村民們異口同聲地指向天空的方向。同時，深海探測器「海溝號」在冲之鸟岛近海進行深海調查時，在4800公尺發現被稱為「卡美拉墓場」的地方，那裡有600多具卡美拉的骨骼，據估計這些骨骼已經存在2000多年。
4年前，少女比良坂綾奈和弟弟悟在卡美拉與卡歐斯在東京的戰鬥中失去父母，被安置在奈良縣高市郡南明日香村親戚日野原家的家中。綾奈因對卡歐斯的怨恨而被激烈的仇恨困擾，無法與親戚和周圍人士和解。有天，綾奈被三個同學欺負進行「膽量測試」，要求他從守部家的神社洞穴拿走封印「柳星章」的石頭。綾奈的同學守部龍成得知狀況趕到現場，與綾奈將封印石放回洞穴，在過程中，兩人在洞穴發現奇怪的卵形物體。
自1995年以來，面對卡歐斯和雷吉翁等襲擊日本的巨大生物災害，日本政府決定成立「巨大生物災害對策委員會」邀請長峰參與其中。9月17日，長峰與參與怪獸對策的齋藤雅昭、內閣官房所屬的朝倉美都及其他領域專家召開第三次緊急總會。當日下午7時30分，卡美拉出現在的澀谷站上空。並使用等離子火球擊殺兩隻卡歐斯，但在毫不顧及周圍損害的戰鬥後，澀谷完全被摧毀，導致超過一萬人死亡。由於這場慘劇，輿論將卡美拉視為更危險的威脅，綾奈對卡美拉的憎恨也日益加深。這時，洞穴的卵狀物體孵化成生物。再次來到洞穴的綾奈透過埋在封印石的勾玉與生物心意相通，並以已逝寵貓的名字為它命名為「伊利斯」，龍成認為該生物可能是守部家世代相傳「若復活，這個世界將毀滅」的災厄，試圖勸說綾奈，但綾奈希望伊利斯能殺死她的仇敵卡美拉，並秘密養育牠，伊利斯以綾奈的仇恨為養分迅速成長，形成繭將綾奈包裹其中。龍成趕到洞穴解救綾奈，但綾奈陷入昏迷，伊利斯則消失不見。
以埃及的客機被擊落為開端，世界各地出現卡歐斯的蹤跡。長峰從智囊團成員倉田真也收到模擬光盤，與曾與卡美拉溝通的少女草薙淺黃聯繫，構思出循環於地球生態系統的生命能量「瑪那」的假設。該假設認為，卡美拉在三年前打敗雷吉翁而大量消耗瑪那，導致地球環境的平衡被嚴重破壞，引發卡歐斯的出現。長峰接獲卡歐斯在南明日香出現的報告，與生活顛沛流離失所的前長崎縣警部補大迫力前往現場調查，發現不同於卡歐斯捕食木乃伊化的村民屍體，以及守部家洞穴內殘留的蛋殼和繭組織。長峰隨後從神社取出寶具十握劍阻止「柳星章」的龍成相遇，並得知綾奈的存在後趕往醫院，發現綾奈持有與卡美拉不同的勾玉。
為了見到綾奈，淺黃來到南明日香，長峰將收集到的組織交給國家基因研究所的櫻井進行分析，得出結論稱：「伊利斯是卡歐斯的變異體，但其異常的強大以至於連自身的染色體結構都發生改變，成一種與卡歐斯不同的新生命」，作為創造卡歐斯和卡美拉的超古代文明人後裔，朝倉獨自將綾奈從醫院轉移調查。得知情報的長峰和淺黃為追蹤綾奈，緊急趕往京都。倉田在帶他們去見朝倉的路上發表自己的觀點，即深海的「卡美拉墓地」是無法成為「守護獸」卡美拉們的廢棄地。長峰向朝倉提出，伊利斯可能嘗試與綾奈進行神經融合，並主張將綾奈轉移到設施完善的東京醫院。

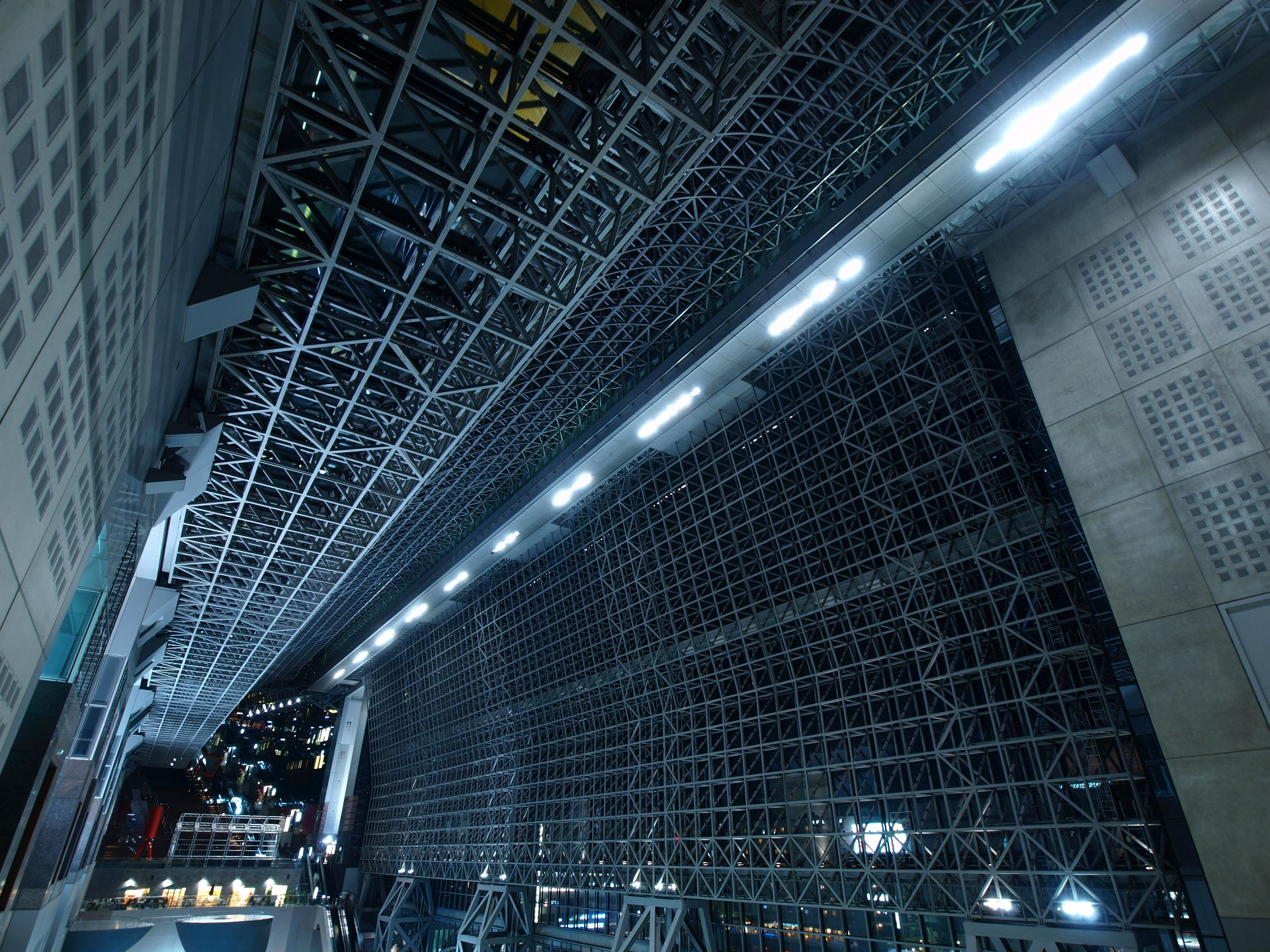
最終決戰的舞台京都站

龍成被大迫說服後一同前往京都追尋綾奈。但完全成體的伊利斯則吞噬南明日香周圍的生物，消滅陸上自衛隊普通科小隊，飛向京都尋求與綾奈完全融合。伊利斯與在紀伊半島上空巡邏的F-15J战斗机和隨後出現的卡美拉展開空戰，但自衛隊優先攻擊卡美拉並用愛國者導彈攻擊，同時大型颱風8號接近京都市，導致飛機無法靠近。在這種情況，亞特蘭提斯的邪神伊利斯和守護獸卡美拉降臨京都。伊利斯受到綾奈的憎恨影響，逐漸成為「邪神」。並在京都車站的戰鬥擊倒了卡美拉，朝倉從綾奈奪走勾玉試圖與伊利斯溝通，但未成功，並和倉田一起被瓦礫壓死。伊利斯試圖繼續與綾奈融合，但到達車站的龍成將十握劍投向伊利斯，切斷伊利斯和綾奈間的聯繫。伊利斯仍強行將綾奈融入自身，但卡美拉危急一刻挖開伊利斯腹部解救綾奈。
伊利斯用刺狀手臂穿透卡美拉的右手，並試圖利用從卡美拉基因獲得的資訊重現等離子火球。卡美拉右臂用火球炸掉後逃脫，並打擊伊利斯的傷口將其粉碎。之後，長峰用盡全力的心肺復甦術和卡美拉召來的瑪那使綾奈倖免於難，綾奈對自己的所作所為感到深深的悔恨並流下眼淚。透過美國、中國和俄羅斯軍隊的情報，日本政府和自衛隊了解世界各地的卡歐斯正朝日本移動。並決定改變目標全力迎擊。
在傷勢未癒的情況，卡美拉在長峰、淺黃、龍成和綾奈的目送前往戰鬥，在熊熊燃燒的京都，卡美拉發出最後一聲反抗的怒吼。

## 登場怪獸
- 卡美拉

身長：80公尺
體重：120噸
自前作的作品設定中更為進化的型態。
電玩理論專家倉田真也曾提及「卡美拉是古代人為了對抗卡歐斯，而製造出來的生物」這種主張。並暗示與伊利斯同為四神之一，對應黑色烏龜形體的北方守護神玄武。
- 伊利斯

身長：99公尺
體重：199噸
翼長（展開時）：199.9公尺
觸手最大到達距離：1,999公尺
最高飛行速度：9馬赫
- 強化版卡歐斯

身長：88公尺
翼長：190公尺
體重：78噸

## 登場角色
長峰真弓(ながみね まゆみ)
飾演者：中山忍
本作品的主角，鳥類學家，他也是《1》中的主角，在四年前與卡歐斯遭遇後，她繼續研究卡歐斯的生態，她成為卡歐斯怪獸研究的權威。她在《1》之後出版了一本名為《與怪鳥相遇的日子》的著作，記錄了有關與卡美拉和卡歐斯經歷的事件。
投過淺黃那裡得知地球生命能量「瑪那」的存在，以及三年前與雷吉翁的戰鬥中，卡美拉使用了這些能量導致了大量卡歐斯的出現。同時，她也在奈良縣的南明日香村發現了伊利斯的存在，並最終捲入卡美拉與伊利斯的生死之戰。
比良坂綾奈（ひらさか あやな）
飾演者：前田愛 (演員)/ 前田亞季（四年前）
中學生少女。1984年10月4日出生。4年前，他和家人在東京的公寓中生活，但在卡美拉與卡歐斯的戰鬥中失去父母，因此對美拉懷有強烈的仇恨。 後來，他寄住在奈良縣南明日香村的親戚日野原家，但受到日野原家的冷漠對待，以及同學的欺凌，使她封閉自己不願與他人交流。
有一天，他在山中的祠堂解放了封印「柳星張」中的災厄（伊利斯），因為對父母之仇卡美拉的憎惡，她開始養育伊利斯，並透過找到的勾玉與伊利斯建立聯繫。他對卡美拉的憎恨源自於失去父母的巨大創傷以及當時的惡夢，使他將卡美拉視為極度兇惡的存在。在與伊利斯的首次融合失敗後，他陷入昏迷並被送往奈良縣內的醫院，但因朝倉重視她的存在而被帶到京都。
長峰找到了她的下落，本來打算將她送往東京醫院，但因京都受到颱風影響而未能成行。在不顧淺黃的阻止，他曾請求伊利斯殺死卡美拉，當她被伊利斯吞噬後，他意識到自己的對卡美拉的憎恨導致許多無辜的人喪生，並認識到這種憎恨是誤解，於是求助於卡美拉。在卡美拉戰勝伊利斯後，他在長峰等人的搶救下脫離險境，並在龍成的懷抱哭著向卡美拉道歉。最後，他目送傷痕累累的加美拉迎戰即將來臨的卡歐斯大軍。
草薙淺黃(くさなぎ あさぎ)
飾演者：藤谷文子
在前兩部作品中，他作為了解加美拉內心的少女參與了各種事件，但在《2》之後她似乎去了國外留學。 本片中段，她回國並與長峰取得聯繫，再次與長峰合作行動。
她表示自己一直在學習有關卡美拉的知識，儘管這些知識和觀點主要關注加美拉，但也與倉田的觀點有一定的關聯。倉田也表示「關於卡美拉，她可能了解得更多」，即使在勾玉損壞、無法再感知卡美拉的內心後，他依然堅定地相信加美拉，並始終是卡美拉的理解者。對於對卡美拉懷有強烈仇恨的綾奈，她一直努力勸說她放下仇恨，並在長峰被瓦礫困住時，不顧危險奮力去救助她。
守部龍成（もりべ たつなり）
飾演者：小山優
守部家長子，家族世代守護著「柳星張」。他與綾奈是同班同學，並對綾奈懷有好感，但常被綾奈無視。由於無法明確表達對綾奈的好意，加上自己猶豫不決的性格，導致他間接放走了封印在“柳星張”中的災厄（伊利斯），從而成為伊利斯覺醒的原因之一 。他從祖母（守部家的長輩）那裡聽到了有關「柳星張」的傳說，並繼承了守護責任，帶出了十束劍。
在翌日晚上用十束劍救出了被伊利斯包裹的綾奈，但由於他全身濕透、處於昏迷狀態，所以被繁樹和派出所人員誤認為是對綾奈實施暴行。在伊利斯襲擊並摧毀南明日香村之後，他仍然存活，並在祠堂遇到長峰，經大迫鼓勵後，他決心去京都拯救綾奈。在試圖救助欲被伊利斯吞噬的綾奈時曾被伊利斯的攻擊擊昏。儘有著憧憬卡美拉拯救地球的童年記憶，並因此理解加美拉的行為。
守部美雪（もりべ みゆき）
飾演者：安藤希
龍成的妹妹，當綾奈被知美、早苗、夏子三人帶到杜之澤時，她及時通知了哥哥，凸顯其具有正義感的性格，此外，當繁樹懷疑哥哥龍成對綾奈實施暴行時，她堅決維護哥哥，表現出對兄長的關心。
在劇情中，伊利斯襲擊南明日香村後，她的戲份不再出現。 然而，她在一段未公開的場景中與祖母一起接待前來調查的警方，表明他還活著。
比良坂悟（ ひらさか さとる ）
飾演者：伊藤隆大
綾奈的弟弟。4年前卡歐斯攻擊東京時，他正在千葉縣松戶市的親戚家避難，因此倖存下來。他隨身攜帶父親的遺物─一台相機。 他因被綾奈的同級生三人視為局外人而受到欺凌。與姊姊綾奈不同，他對加美拉沒有任何仇恨。
朝倉美都（あさくら みと）
飾演者：山咲千里
內閣官房內閣資訊調查會成員以及巨大生物災害審議會成員，神秘的女性，與日本的核心事務息息相關。她聘請倉田作為智囊，對災害規模等各種事態進行了模擬。並似乎擁有對怪獸的獨特訊息和見解。
從倉田的口中得知，她曾是巫女，對易經的引用和與《日本書紀》相關的發言表明她對古代神秘事物有深刻的造詣。根據倉田的假說，她是創造卡歐斯的超級古代文明人的後裔，原本應該是她，而非綾奈與伊利斯融合。在最終與卡美拉和伊利斯的戰鬥中，她目睹火海中的京都，搶走綾奈的勾玉，並試圖通過與伊利斯融合來阻止其前進，以對抗卡美拉。然而當勾玉開始產生反應時，他被伊利斯與卡美拉激戰摧毀的京都車站的坍塌波及，並在慘叫聲中死亡。
倉田真也（Kくらた しんやya）
飾演者：手塚通
一位因使用推算統計和風水為主題的電子遊戲而出名的電腦程式設計師。他向長峰郵寄了一張神祕的程式光碟。關於他從事政府相關工作的一些傳聞傳出後，他被認為長期失蹤。實際上，他一直留在京都擔任朝倉的顧問。並對卡美拉、卡歐斯以及與它們相關的淺黃和綾奈等特殊存在有自己獨特的見解。
他的見解不受常規思維的束縛，並向眾人解釋了卡美拉、卡歐斯和伊利斯可能是由超古代文明人創造的假說。最終，他在目睹京都車站的天花板坍塌，向自己掉落時感受到死亡的恐懼，笑著被壓在下方而死。
在整個劇情中，他的言行和舉止給人留下深刻印象。在未公開的場景中，他對到訪京都的淺黃說：「你知道為什麼卡美拉要踩死人嗎？」這一幕顯示了他缺乏敏感度。在劇情中的言論也暗示他認為「人類應該被怪獸消滅」。
大迫力（おおさこ つとむ）
飾演者：螢雪次朗
在三部曲中都有出現，是個因怪獸的出現而人生被顛覆的男人。也是第一位發現卡歐斯和雷吉翁的目擊者在《1》中，他是長崎縣警察的刑警；在《2》中，他從北海道的農夫變成了啤酒工廠的保安員，最終在涉谷街頭流落為賣古舊雜誌的無家可歸者。他偶然遇到了長峰，但當時聲稱「你認錯人了」拒絕交流。
在加美拉和卡歐斯的激烈戰鬥引起的涉谷大火之後，他的其他無家可歸者同伴因被鳥怪飛散的肉片壓死，而他自己也逃亡疲憊，再次與長峰重逢，並得到她的鼓勵振作起來。在陪同調查南明日香村的毀滅時，他勸說同樣陷入困境的龍成而前往京都。然而由於伊利斯的降臨導致一片混亂。他此後的下落不明。

## 登場人物／演員
- 長峰真弓：中山忍
- 比良坂綾奈：前田愛 (演員)（日语：前田愛）
- 草薙淺黃：藤谷文子（日语：藤谷文子）
- 守部龍成：小山優
- 守部美雪：安藤希
- 比良坂悟：伊藤隆大（日语：伊藤隆大）
- 朝倉美都：山咲千里（日语：山咲千里）
- 倉田真也：手塚通（日语：手塚とおる）
- 大迫力：螢雪次朗（日语：螢雪次朗）
- 齊藤雅昭：本田博太郎（日语：本田博太郎）
- 日野原繁樹：堀江慶（日语：堀江慶）
- 櫻井：八嶋智人（日语：八嶋智人）
- 野尻明雄：川津祐介（日语：川津祐介）
- 比良坂綾奈（四年前）：前田亞季
- 綾奈之母：加藤和子（日语：かとうかずこ）
- 綾奈之父：三田村邦彦（日语：三田村邦彦）
- 守部家主事：清川虹子（日语：清川虹子）
- 露營的高中女生：仲間由紀惠
- 八洲海上保險社員：生瀨勝久
- 知美：竹村愛美（日语：竹村愛美）
- 早苗：藤崎安可里（日语：藤崎安可里）
- 夏子：山口日記（日语：山口日記）
- 先遣小隊小隊長：高杉俊介（日语：高杉俊价）
- 大野一等陸佐（第37普通科連隊 連隊長）：渡邊裕之
- 奈良的駐在：德井優（日语：徳井優）
- 京都警官：伊集院光
- 奈良巡査：野口雅弘（日语：野口雅弘）
- 澀谷的女上班族：川嶋朋子（日语：川嶋朋子）
- 澀谷的女高中生：三輪明日美（日语：三輪明日美）
- 露營的男高中生：本田大輔（日语：本田大輔）
- 日野原・夫：齊藤曉（日语：斉藤暁）
- 日野原・妻：根岸季衣（日语：根岸季衣）
- 醫師：田口智朗（日语：田口トモロヲ）
- 海溝號隊長：廣瀬昌亮（日语：廣瀬昌亮）
- 海溝號人員：石橋保（日语：石橋保）、鴻上尚史（日语：鴻上尚史）、小瀬川理太
- 航空總隊・管制員A：上川隆也、嶋田豪（日语：嶋田豪）
- 航空總隊・先任管制官：石丸謙二郎
- 航空總隊・司令：津川雅彥
- 無家可歸的居民：掛田誠（日语：掛田誠）、栩野幸知（日语：栩野幸知）、山東蒼
- 街頭受訪者：重松収（日语：重松収）、仁科克子
- 護衛自衛隊員：仁科貴（日语：仁科貴）
- 《ザ・ワイド》導演：近江谷太朗（日语：近江谷太朗）
- 《ザ・ワイド》製作人：渡邊一計
- 《ザ・ワイド》出演者：草野仁（日语：草野仁）、小沢遼子（日语：小沢遼子）
- 《今日活動》主播：鷹西美佳（日语：鷹西美佳）
- 臨時新聞主播：増田隆生（日语：増田隆生）、舟津宜史（日语：舟津宜史）、角田久美子（日语：角田久美子）、松永二三男（日语：松永二三男）
- 天氣預報員：松本志（日语：松本志のぶ）
- 澀谷記者：小松美幸（日语：小松みゆき）

### 怪獸演員
- 卡美拉：福澤博文（日语：福沢博文）
- 伊利斯、回想版卡美拉：大橋明（日语：大橋明）

### 其他
在本片的籌備階段，原計劃讓水野美紀再次出演前作中的女主角穗波碧，但由於一些諸如日程等原因而未能實現。飾演配角守部龍成的小山優與飾演妹妹美雪的新演員安藤希不同，他的個人資料並未在宣傳手冊中提及，僅在相關書籍《卡美拉3: Vanishing Book》中簡單介紹了他的作品目錄和導演樋口的評論。他在幕後製作影片中也僅出現了少許資訊。在藍光版的「15年後的證言」中，副導演堀川慎太郎提到小山優曾在家中寄住的經驗。
飾演「海溝號」主管的廣瀬昌亮於本片上映的第二天（3月7日）因肝癌去世，享年53歲。負責演繹卡美拉的演員福澤博文是在拍攝特攝電視劇《星獸戰隊銀河人》拍攝間隙參與。在拍攝期間，他也面臨過生命危險，但他在多年後的訪談中回憶道，相較於本片，他在翌年參加的《假面騎士空我》的拍攝更為艱苦。在火中行走的場景中，由於全身塗抹了防熱凝膠，他反而覺得很冷。 在同一場景中，他因凝膠滑倒而幾乎摔倒，但仍堅持站穩。在成片中，當他的臉朝上時添加了怪獸的叫聲，這成了意外之喜。
卡美拉的口部有噴射二氧化碳的裝置，但在拍攝時出現了二氧化碳逆流，導致福澤險些窒息。當時，周圍的人意識到口中沒有噴出二氧化碳，但沒有察覺到裡面的異常。福澤從年輕時吸入乾冰煙霧的經驗中理解了原因，避免了危險。
2021年，操作導演根岸泉則公開了他在本片擔任特攝班的詳細拍攝日記。。

## 製作人員
- 導演：金子修介
- 編劇：伊藤和典、金子修介
- 特技導演：樋口真嗣
- 怪獸造型：原口智生（日语：原口智生）
- 怪獸設計：前田真宏、樋口真嗣
- 繭模型：竹谷隆之（日语：竹谷隆之）
- 伊里斯造型：品田冬樹（日语：品田冬樹）、山部拓也等
- 操控表演：尾上克郎（日语：尾上克郎）
- CG導演、預告片製作：佐藤敦紀（日语：佐藤敦紀）
- 音樂：大谷幸
- 攝影：戶澤潤一
- 照明：吉角莊介
- 美術：及川一
- 錄音：橋本泰夫（日语：橋本泰夫）
- 剪輯：冨田功（日语：冨田功）
- 助理導演：村上秀晃、山口晃二（日语：山口晃二）、山川雅彥、堀川慎太郎、窪田祐介
- 音響效果：伊藤進一（日语：伊藤進一）、小島彩
- 音效編輯：淺梨直子（日语：淺梨なおこ）
- 特技協調員：阿部光男（日语：阿部光男）
- A.S.P.聯合製作總監：和田倉和利
- 菲律賓取景聯合製作總監：大西洋志
- 拍攝地點：大映工作室（日语：大映スタジオ）
- 沖洗與製作合作：IMAGICA
- 特技組：
  - 攝影：村川聰
  - 照明：林方谷
  - 美術：三池敏夫（日语：三池敏夫）
  - 操控表演：根岸泉
  - 剪輯：奧田浩史
  - 助理導演：神谷誠（日语：神谷誠）、菊池雄一（日语：菊池雄一）、齋藤滋嗣、橫倉直
  - 視覺效果：松本肇（日语：松本肇）
  - 輔助團隊（B班）：特攝研究所（日语：特撮研究所）
- 視覺效果：視覺科學研究所、數位前沿（日语：デジタル・フロンティア）、數位引擎研究所、GONZO、日本效果中心（日语：日本エフェクトセンター）、日本影像創意（日语：日本映像クリエイティブ）、TSUDO工作室、IMAGICA
- 特別合作：防衛廳、西日本旅客鐵道、京都站
- 宣傳合作：世嘉娛樂、東芝、Media Factory
- 總監：德間康快
- 製作代表：加藤博之、石川一彥、小野清司、鶴田尚正
- 製片：土川勉、佐藤直樹（日语：佐藤直樹）、南里幸
- 副製片：奧田誠治（日语：奧田誠治）、藤卷直哉（日语：藤卷直哉）
- 製作：大映、德間書店、日本電視台、博報堂、日本出版販賣（日语：日本出版販売）

## 製作
本作的工作人員保持與都前兩部平成卡美拉電影一樣的製作團隊。本作也是金子第一部擔任編劇的卡美拉電影，電影的最終草稿中多次引用了大映電影公司之前的非卡美拉電影，例如1962年電影《鯨神》，其中計劃了卡美拉遇到一對北太平洋露脊鯨的場景。
日本電視台也參與了本片的製作，因此當時剛開播的CS新聞專用頻道「NNN24（現NTV NEWS24）」的麴町工作室被用作電影中的新聞工作室。 在電影中出現的節目有《THE Wide》、《NNN今日事件》、《NNN新聞速報》，在《THE Wide》節目場景中，與主持人草野仁一同出現了前作中的野尻（札幌市青少年科學館館長，川津祐介飾演）擔任嘉賓評論員。此外，過去兩部作品中曾出現的拍攝地當地系列電視台在本作中沒有出現，例如奈良和京都的當地電視台讀賣電視台。
本作與世嘉進行了合作，其中Dreamcast遊戲機出現在長峰家中。透過Dreamcast記憶卡，作為便攜式遊戲機的可視記憶體也推出了包含迷你遊戲的《卡美拉 Dream Battle》版本。
在影片開頭的澀谷戰鬥場景中，NHK放送中心的辦公大樓多次被明顯拍攝。這是因為導演金子將破壞的主要區域鎖定在澀谷站-澀谷中心街周圍，或宇田川町附近的西武百貨店和NHK辦公樓周圍。澀谷的破壞場景原本計劃在實際的澀谷站前和澀谷中心街進行大規模拍攝，但由於未能獲得許可（澀谷對影視作品拍攝的許可不易獲得），所以在攝影棚和盡量與澀谷氛圍相似的其他地點（主要是吉祥寺）進行拍攝。此外，透過從購物中心丸井（丸井CITY澀谷）得到的許可，描述了因超聲刀切割而被切斷的建築，但對使用名稱表示不滿（因為原本已經完成了標記為“0101”的迷你 模型），因此將大樓外牆上的「0101」標誌改為「9191」的虛構名稱。在澀谷與卡歐斯的戰鬥中，安美拉曾保護了一名未能及時逃離的孩子。導演金子在訪談中表示：「希望讓卡美拉看起來更想保護孩子。」
電影中舞台設置的奈良縣高市郡「南明日香村」其實是不存在的。大部分拍攝在山梨縣大月市週邊進行，一些微縮模型特效場景在神奈川縣相模原市的相模湖野餐場和大映攝影棚拍攝。在山梨縣拍攝的日本國鐵115系電力動車組在電影中直接作為奈良的電車出現。
奈良山區陸上自衛隊前哨小隊與伊利斯的戰鬥場景是在陸上自衛隊第1普通科聯隊的協助下拍攝的。射擊場面使用了空包彈。空包射擊的場面由實際的自衛隊士兵執行，但有台詞的場面則是由演員完成，兩者透過剪輯結合在一起。特效導演樋口真嗣在上一部作品使卡美拉施展終極等離子後，對這部作品的必殺技感到困惑。在設計稿階段，曾考慮「再次使用終極等離子」，因此腹部發射孔的裸露設計仍然存在。 最終，由怪獸造型師原口智生想到了香港電影《独臂拳王》，提出了「至少要扯斷一隻手臂」的建議，產生了火拳（消失之拳）。 這其中包含了「卡美拉也會像人類一樣感受到疼痛」的英雄主義意涵。
根據樋口真嗣表示：「原本計劃（伊利斯之戰）的高潮在清水寺。然而在考察劇本時，由於要在新幹線開車前辦事，所以搭乘了臥舖急行列車銀河號列車前往京都，但在下車經過傳統線檢票口時，偶然看到了即將開放的（複雜樓梯結構的鳥籠狀）的京都站，當時我想：『我看到了不得了的東西。 改變計畫吧，（高潮就放在這裡。）』」此外，他還提到，因劇中描寫了巨大的災害，與1999年諾查丹瑪斯預言世界末日相呼應，「也許真的會發生 。即便我在這裡死了，（作為自己最後的作品）也要毫無遺憾地做完想做的事」。

## 登場兵器・戰艦
自衛隊
- 82式指揮通信車（日语：82式指揮通信車）
- 73式大型卡車（日语：73式大型トラック）
- 73式中型卡車
- 新型73式小型卡車
- 高機動車
- 偵察摩托車（日语：偵察用オートバイ）
- 1噸半救護車（日语：1トン半救急車）
- MIM-104爱国者导弹
- F-15J战斗机
- E-2空中預警機
- UH-1直升機
- SH-60J哨戒直升機（日语：SH-60J_(航空機)）
- 金剛型護衛艦「妙高號護衛艦」
- 朝霧型護衛艦「山霧號護衛艦（日语：やまぎり_(護衛艦)）」
- 鐵拳三型火箭筒
- 卡爾·古斯塔夫無後座力炮
- 豐和64式7.62毫米自動步槍
- 住友62式7.62毫米機槍

海洋研究開発機構
- 海溝號（日语：かいこう）
- 海禮號（日语：かいれい）

## 發行
《卡美拉3 邪神覺醒》於1999年3月6日在日本上映，並於同年在G節上進行了北美首映與1999年多倫多國際電影節上放映。然而，這部影片並未在北美廣泛上映，直到2003年6月10日由ADV Films以DVD形式直接發行。藍光光碟版本則由Mill Creek Entertainment於2011年9月27日發行。

### 評價
本片的票房收入為6億日元，觀眾動員人數為100萬人。最終，三部曲未能達到目標的10億日圓。金子表示，如果票房收入超過10億日元，那麼第四部、第五部的製作將會被確定。此外，他在後來接受採訪時透露，未能突破10億日元的原因之一是受到了阪神·淡路大地震的影響。
此外，金子還透露了未能實現第四部的另一個原因，即在電影中導致了太多居民的犧牲。「在1和2中，我們盡量避免產生犧牲者。在1中東京與卡歐斯的最終決戰以及2中雷吉翁在仙台市造成草體大爆炸的場景，都是在居民完全撤離後發生的。然而，在這次卡美拉與卡歐斯的戰鬥中，不知為何激烈的戰鬥讓居民受到牽連，雖然成功消滅了卡歐斯，但澀谷變成了地獄一般的場景，造成了數千上萬人的重大犧牲。」。
這部作品從一開始就以完結作的心態進行製作，但在這次的成績後，正式決定結束系列。 作品的製片人對同日上映的電影《數碼寶貝大冒險》給予了高度評價，並在觀賞後對樋口真嗣說「必須製作出這樣的作品」。
西方評論家稱讚這部電影是卡美拉系列中最出色的作品，尤其評論了其特效效果。《綜藝》雜誌稱這部電影比起前兩作更為精緻、堅韌和時尚，並表示其中的卡美拉顯得更加具有威脅性，《綜藝》也對影片的特效給予了肯定，認為其在模型、微縮和動畫方面達到了良好水準，儘管未達到美國特效的水準。《舊金山紀事報》認為影片的情節類似於《X檔案》的一集，並稱讚其特效，雖然他們承認怪物看起來仍像是穿著橡膠服的演員，但這樣的效果對於這類型的電影來說已經是極致了。
影評人湯姆梅斯稱讚這部電影是迄今為止最優秀的卡美拉電影，他認為這部電影「提供了關於巨大怪獸的一切必備元素：令人興奮的戰鬥場面、設計精美的生物以及令人驚嘆的特效」。《時代雜誌》雜誌認為這部電影比《卡美拉2 雷吉翁襲來》更為強大，並指出卡美拉雖出場更少，但人物角色更加豐富；他們表示觀眾可以在加美拉的每一個部分，包括貝殼、牙齒、眼睛、爪子和鱗片上找到趣味。

### 獎項
- 1999年：日本網絡電影大獎日本電影作品獎
- 第54屆每日電影獎：最佳錄音獎[23]

## 影響
2023年，山崎貴表示，在他的電影《哥吉拉-1.0》中，哥吉拉的破壞行為受到樋口真嗣在本作中的特攝場景啟發。同年，金子修介在他參與的電影《哥吉拉·摩斯拉·王者基多拉 大怪獸總攻擊》的放映會上，開玩笑提及潛在性續作的討論。

### 書籍
- Galbraith IV, Stuart. . Scarecrow Press（英语：Scarecrow Press）. 2008  [October 29, 2013]. ISBN 978-1461673743.

## 外部連結
- 卡美拉官方網站，存于
- ニフティ映画大賞作品賞『ガメラ3』金子修介監督インタビュー （页面存档备份，存于）
- 全洋画ONLINE
- ガメラ3 邪神覚醒 - 日本电影数据库
- ガメラ3 邪神〈イリス〉覚醒 - allcinema
- ガメラ3 邪神〈イリス〉覚醒 - KINENOTE
- AllMovie上《Gamera 3 : Revenge of Iris》的资料（英文）
- 互联网电影数据库（IMDb）上《Gamera 3 : Revenge of Iris》的资料（英文）